# 梁川城

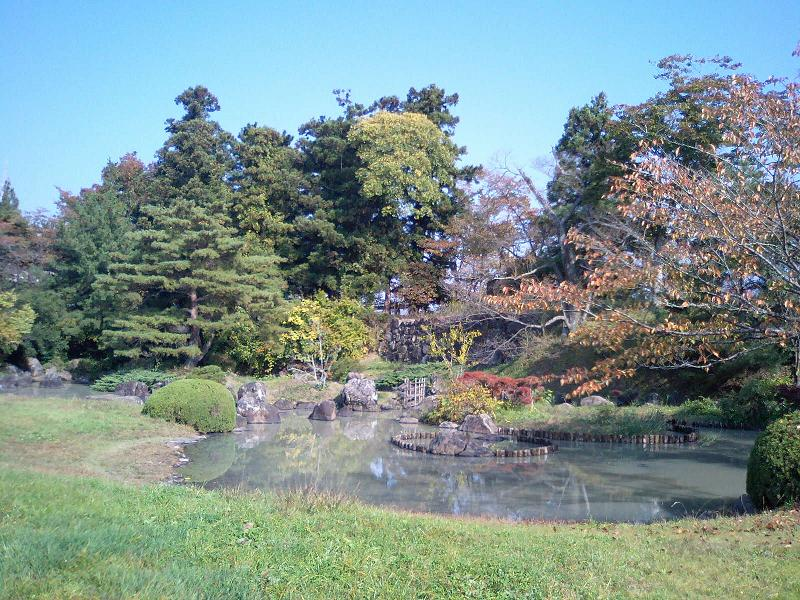
「心字の池」。上の写真の右側から左側方向を写した写真。

梁川城（やながわじょう）は、福島県伊達市梁川町鶴ヶ岡にあった日本の城（平山城）。国の史跡に指定されている（指定名称は「伊達氏梁川遺跡群」）。

## 概要
鎌倉時代初期に築城された。鶴ヶ城と呼ばれることもあるが、現在ではこの呼称はほとんど知られていない。
梁川中心市街地の東側にある茶臼山から西北西方向に張り出した高台の上に築かれており、城下町である平地との標高差は10数メートルになる。梁川城の北側には曲輪や堀が築かれ（中井戸）、西側は段丘の急斜面、南側は広瀬川と広瀬川の浸食によって作られた断崖、そして東には金沢堀と茶臼山という天然の要害となっている。

## 前史（江戸幕府以前）

### 伊達氏の時代
一説には文治5年（1189年）に伊達氏の伊達郡入りとともに築城されたともいうが、文献上明確なのは室町時代の応永33年（1426年）以降である。一方、発掘調査で発掘された遺物の最も古いものは、伊達氏3代伊達義広（1185年 - 1256年）または4代伊達政依（1227年 - 1301年）のころと推定されており、このころには築城されていたと考えられる。
伊達氏は源頼朝の奥州征伐で功を立て、源頼朝に伊達郡を賜った関東武士で、伊達郡に入植して伊達氏を名乗るようになった。伊達郡は鎌倉時代以降、豊臣秀吉によって17代伊達政宗が転封するまで伊達氏の本拠地だった。梁川城は、4代伊達政依のころから、天文元年（1532年）に伊達稙宗が桑折西山城へ移るまで、300年弱にわたって伊達氏の本城だったと考えられている。城の北方には伊達氏の氏神の梁川八幡宮があり、また、近隣には京都五山に倣って伊達政依が創建したとされる伊達五山と称される寺院があった。伊達氏が伊達郡の地頭職、後には奥州探題職などを得たことにより、伊達郡のみならず、福島盆地全体（伊達郡と信夫郡）、あるいは南奥州の要として栄えた。
伊達氏の居城が桑折西山城、さらには米沢城に移った後も梁川城は領内の重要拠点として機能し、一族や有力家臣が城主となっていた。
なお伊達政宗の初陣は伊具郡（宮城県丸森町）での相馬氏との戦いであったが、その時に伊達軍の拠点となったのが梁川城で、政宗は梁川八幡宮に戦勝祈願をしたといわれている。また、その政宗が田村郡の田村氏から愛姫（めごひめ）を正室として迎えたとき、花嫁の受け渡しがおこなわれたのも梁川だった。

### 蒲生氏の時代から関ヶ原
奥州仕置によって伊達氏が岩出山城へ移ると、梁川城は蒲生氏郷の領地となり、氏郷の死後は、上杉景勝の領地となって、梁川城には須田長義が置かれた。現在の梁川城の遺構は基本的にこの時代の城主（蒲生氏郷家臣の蒲生喜内か上杉景勝家臣の須田長義）によるものと考えられる。本丸の物見櫓跡の石垣は穴太積で、土塁は中世に作られた池の導水路を埋めていることから、蒲生・上杉時代にはかなり大きな改修があったと推測できる。北三の丸の高い土塁、広い堀などもこの時代の増築と考えられる。
慶長5年（1600年）の関ヶ原の戦いに絡んで、徳川方の伊達政宗と石田方の上杉景勝の戦いが現在の福島盆地で行われた（10月6日の松川の戦いなど）。10月7日、伊達軍は大枝城（伊達市梁川町東大枝）に陣を布いて阿武隈川対岸の梁川城を攻めたが、梁川城の抵抗も強く、横田大学の内通も発覚したため、伊達軍は攻撃を中止して北目城へ帰った。

## 沿革

### 上杉氏の時代
江戸幕府成立後も伊達郡は引き続き上杉氏領となり、梁川城には上杉氏の家臣（須田氏など）が置かれた。
梁川城（及び信夫郡の福島城）の下には、奉行として佐藤氏や小笠原（古川）氏などが置かれ、上杉定勝は彼らを肝煎として、福島盆地に西根堰（にしねぜき）水路を完成させ、耕地面積を飛躍的に拡大した。

### 天領および梁川藩の時代
寛文4年（1664年）、上杉綱勝が後継者を決めぬまま急死し、本来ならば改易になるところを吉良義央の長男・綱憲を養子に迎えることによって上杉家の存続が認められるという騒動の際に、上杉領は30万石から15万石となり、梁川城を含む伊達郡（および信夫郡と置賜郡屋代）は没収され、天領（約20万石）となった。この時、梁川城は廃城となった。しかし、本丸や北三の丸の櫓および城主館をふくめ、城の一部はその後も梁川藩松平氏などの陣屋として使用されている。
江戸時代中期以降の梁川は天領となったり、2度にわたって梁川藩（松平氏、松前氏）となったり、あるいは会津藩や磐城平藩や松前藩の飛び地となったり、めまぐるしい。そのため、梁川に関する江戸時代の資料は他藩に残されているものも多い。
また、かつて梁川城が統治した伊達郡のうち11村は刈谷藩（土井氏）の領地となり、幕末まで湯野に陣屋が置かれた。

## 現状
梁川城趾には本丸跡に平成27年3月まで梁川小学校があった。本丸を北・東・南に取り囲む二の丸のうち、東二の丸跡に浅間神社と伊達市立梁川幼稚園と伊達市立梁川中学校、南二の丸跡に福島県立梁川高等学校がある。本丸の東から二の丸の北までを取り囲む三の丸は江戸時代に陣屋などに使われたが、現在は住宅地となり、個人宅や市営住宅が建ち並ぶ。現在の梁川小学校正門（西側から旧本丸跡の小学校校庭に進入するクランク型の坂）は、江戸時代までの現存する図面には存在せず、比較的新しい道と思われる。梁川城当時の大手門は、現在梁川小学校の裏門となっている北側（三の丸側）にある清水町からの登坂路であった。
梁川城趾および周囲には土塁や堀の跡、城下町ならではの見通しの悪いクランク型の道なども残っているが、宅地造成や再開発で急速に失われつつある。一方で、地名には見附（みつけ）、元陣内（もとじんない）、右城町（うしろまち）、大町、中町、内町、町裏など、城下町の名残となる地名が多い。
1978年（昭和53年）から1981年（昭和56年）にかけて旧本丸跡である梁川小学校校庭の発掘調査を実施した。校庭の一角に中世庭園「心字の池」を復元し、校庭は埋め戻した。伊達氏が室町幕府と結びつきを強めていた時代のもので、一説によると東日本で唯一の中世庭園と言われる。また、福島県会津若松市の福島県立博物館には梁川城の復元模型が収蔵されている。
東二の丸跡にあった梁川中学校は、1998年（平成10年）7月から二の丸の東隣の茶臼山山麓に新校舎の建築が始まり、2000年（平成12年）1月に新校舎に移転した。二の丸跡の旧校舎は解体され、現在は埋め戻して中学校グラウンドとなっている。この校舎改築にあたっては、調査・工事中、梁川城の遺跡が発見されて校舎改築計画に大きく影響した。
本丸跡には明治以降梁川小学校があったが、2011年（平成23年）の東日本大震災で校舎が損壊し、使用できなくなった。梁川小学校は梁川中学校や梁川高等学校の施設に間借りしたり、300mほど離れた梁川中学校隣の敷地にプレハブ仮設校舎を建ててしのいでいたが、2015年（平成27年3月）、1kmほど離れた梁川町北本町に新校舎が完成し、梁川小学校は移転した。梁川小学校跡地である本丸跡には、伊達市の歴史資料館の建築を検討中である。

## 支城
- 大枝城（陸奥国信夫郡） - 袖ヶ崎城とも呼ばれる[10]。伊達氏の一族であった大枝氏によって築かれた。三ノ丸の北側には堀があり、本丸への案内板が立っており、両脇が切り通しの通路。本丸は南北に細長い郭で、２０ｍ×１００ｍほどの規模がある[11]。先端部は阿武隈川方面に突き出した位置にあるので、非常に眺望が利いている。ここから梁川城（城址）や市街地がよく見える。

## 考古資料

### 遺構
- 本丸跡（本丸の物見櫓跡の石垣や北三の丸の高い土塁など、上杉（もしくは蒲生）統治時代の遺構が残る）
- 庭園「心字の池」（復元）
- 福島県立博物館（会津若松市）に梁川城の復元模型を所蔵

## 関連作品
- 政宗ダテニクル